# Evarist Pinto
Evarist Pinto (ur. 31 grudnia 1933 w Goa) – pakistański duchowny katolicki, arcybiskup Karaczi w latach 2004-2012.

## Życiorys
6 stycznia 1968 otrzymał święcenia kapłańskie.
17 lutego 2000 został mianowany biskupem pomocniczym archidiecezji Karaczi ze stolicą tytularną Castra Severiana. Sakry biskupiej udzielił mu 25 kwietnia 2000 abp Simeon Anthony Pereira. Od listopada 2002 pełnił funkcję administratora apostolskiego diecezji. 
5 stycznia 2004 papież Jan Paweł II mianował go ordynariuszem archidiecezji Karaczi. 25 stycznia 2012 papież przyjął jego rezygnację z urzędu złożoną ze względu na wiek. Jego następcą został wyznaczony biskup Joseph Coutts.